# Tetiana Kob
Tetiana Wołodymyriwna Kob (ur. 25 października 1987 roku w Kowlu) – ukraińska bokserka, uczestniczka igrzysk olimpijskich w Rio de Janeiro. 

## Igrzyska olimpijskie
Wzięła udział w rywalizacji w wadze muszej kobiet na igrzyskach w 2016 roku. W 1/8 finału pokonała reprezentantkę Bułgarii Stanimirę Petrową 2:1, zaś w ćwierćfinale została pokonana przez Brytyjkę Nicolę Adams 3:0. W końcowej klasyfikacji zajęła 5. miejsce.